# Loudes
Lourdes é uma comuna francesa na região administrativa de Auvérnia-Ródano-Alpes, no departamento de Alto Loire. Estende-se por uma área de 24,13 km². Em 2010 a comuna tinha 943 habitantes (densidade: 39,1 hab./km²).